# Kajakarstwo na Letnich Igrzyskach Olimpijskich 1964 – C-2 1000 m mężczyzn
Zawody w kajakarstwie klasycznym kanadyjek (C2) na dystansie 1000 m mężczyzn na Letnich Igrzyskach Olimpijskich 1964 zostały rozegrane w dniach 20 października (eliminacje), 21 października (repasaże) i 22 października (finał). W zawodach wzięło udział 24 zawodników z 12 państw.

## Rezultaty
| Legenda | Legenda            | Legenda | Legenda  | Legenda | Legenda         | Legenda | Legenda                  | Legenda | Legenda         |
| ------- | ------------------ | ------- | -------- | ------- | --------------- | ------- | ------------------------ | ------- | --------------- |
| QS      | Awans do półfinału | R       | Repasaże | QF      | Awans do finału | DNS     | Zawodnik nie wystartował | DSQ     | Dyskwalifikacja |

### Eliminacje[1]
| Poz. | Zawodnicy                          | Reprezentacja     | Czas    | Uwagi |
| ---- | ---------------------------------- | ----------------- | ------- | ----- |
| 1    | Andrij Chimicz Stiepan Oszczepkow  | ZSRR              | 4:08.05 | QF    |
| 2    | Jean Boudehen Michel Chapuis       | Francja           | 4:10.26 | QF    |
| 3    | Peer Nielsen John Sørensen         | Dania             | 4:11.34 | QF    |
| 4    | Antal Hajba Árpád Soltész          | Węgry             | 4:12.54 | R     |
| 5    | Miloslav Houzim Rudolf Pěnkava     | Czechosłowacja    | 4:28.81 | R     |
| 6    | James O'Rourke, Jr. Joseph Dronzek | Stany Zjednoczone | 4:51.65 | R     |

| Poz. | Zawodnicy                        | Reprezentacja | Czas    | Uwagi |
| ---- | -------------------------------- | ------------- | ------- | ----- |
| 1    | Klaus Bohle Detlef Lewe          | Niemcy        | 4:12.37 | QF    |
| 2    | Igor Lipalit Achim Sidorov       | Rumunia       | 4:12.81 | QF    |
| 3    | Kari Makinen Rudolf Narjanen     | Finlandia     | 4:21.41 | QF    |
| 4    | Andor Elbert Fred Heese          | Kanada        | 4:23.40 | R     |
| 5    | Shunichi Iwamura Daisaburo Honda | Japonia       | 4:25.86 | R     |
| 6    | Fred Wasmer Vid Juricskay        | Australia     | 4:45.23 | R     |

### Repasaże[2]
Wyścig 1
| Poz. | Zawodnicy                          | Reprezentacja     | Czas    | Uwagi |
| ---- | ---------------------------------- | ----------------- | ------- | ----- |
| 1    | Antal Hajba Árpád Soltész          | Węgry             | 4:35.30 | QF    |
| 2    | Andor Elbert Fred Heese            | Kanada            | 4:38.18 | QF    |
| 3    | Miloslav Houzim Rudolf Pěnkava     | Czechosłowacja    | 4:38.79 | QF    |
| 4    | Shunichi Iwamura Daisaburo Honda   | Japonia           | 4:40.54 |       |
| 5    | James O'Rourke, Jr. Joseph Dronzek | Stany Zjednoczone | 4:51.98 |       |
| 6    | Fred Wasmer Vid Juricskay          | Australia         | 5:04.05 |       |

### Finał[3]
| Poz. | Zawodnik                          | Reprezentacja  | Czas    |
| ---- | --------------------------------- | -------------- | ------- |
|      | Andrij Chimicz Stiepan Oszczepkow | ZSRR           | 4:04.64 |
|      | Jean Boudehen Michel Chapuis      | Francja        | 4:06.52 |
|      | Peer Nielsen John Sørensen        | Dania          | 4:07.48 |
| 4    | Antal Hajba Árpád Soltész         | Węgry          | 4:08.97 |
| 5    | Igor Lipalit Achim Sidorov        | Rumunia        | 4:09.88 |
| 6    | Klaus Bohle Detlef Lewe           | Niemcy         | 4:13.18 |
| 7    | Andor Elbert Fred Heese           | Kanada         | 4:21.99 |
| 8    | Miloslav Houzim Rudolf Pěnkava    | Czechosłowacja | 4:22.89 |
| 9    | Kari Makinen Rudolf Narjanen      | Finlandia      | 4:23.02 |